# فندق الأحلام (فلم)
فندق الأحلام، فيلم سوري للثنائي دريد ونهاد عام 1968.

## قصة الفيلم
صديقان، يعملان حارسان على إحدى الفيللات الفخمة التي لا ياتى صاحبها سوى بين وقت وآخر، ويحولانها إلى فندق، ياتى صاحب الفيلا فجأة، ومعه خطيبته، ويكتشف الموقف، وتقوم مجموعة من الأحداث الطريفة.

## طاقم العمل
تمثيل
- دريد لحام: غوار الطوشة.
- نهاد قلعي: حسني.
- صباح: ضيفة شرف.
- ميشلين ضو: منى.
- فريال كريم: ليلى.
- علي دياب: المدير.
- عمر ذو الفقار: عصام.
- مارسيل مارينا: نورا.
- فوزي الكيالي: مساعد عصام.
- تمام إبراهيم: جيني.

تأليف
- أنور عبد المالك: سيناريو وحوار.
- فاروق عجرمة: سيناريو وحوار.

إخراج
- ألبير نجيب: مخرج.
- يوسف شرف الدين: مساعد مخرج.
- زكي صالح: مساعد مخرج.

إنتاج
- ستوديو سيريا فلم

موسيقى
- إلياس الرحباني: ملحن.
- ميشيل طعمة: كاتب كلمات الأغاني.
- صباح : غناء.
- دريد لحام: غناء.

## انظر ايضاً
- قائمة أفلام دريد لحام